# Paul Mumford
Paul Mumford (* 5. März 1734 in South Kingstown, Colony of Rhode Island and Providence Plantations; † Oktober 1805) war ein US-amerikanischer Politiker und Jurist. Zwischen 1803 und 1805 war er Vizegouverneur des Bundesstaates Rhode Island.

## Werdegang
Mumford wuchs während der britischen Kolonialzeit auf. Im Jahr 1754 absolvierte er die spätere Yale University. Nach einem anschließenden Jurastudium ließ er sich in Newport nieder. Anfang der 1770er Jahre schloss er sich der amerikanischen Revolution an. Er wurde Abgeordneter im Repräsentantenhaus von Rhode Island. Zwischenzeitlich musste er vor den anrückenden britischen Truppen nach Massachusetts fliehen. Dort war er 1777 Mitglied einer Versammlung von Delegierten aus den Neuengland-Staaten, die über die Verteidigung Rhode Islands und die Währungsfrage diskutierten. Zwischen 1777 und 1781 amtierte Mumford als Richter an verschiedenen Gerichten seiner Heimat. Dann war er von 1781 bis 1785 sowie nochmals von 1786 bis 1788 als Chief Justice Oberster Richter am Rhode Island Supreme Court. In den Jahren 1779 bis 1791 gehörte er nochmals dem dortigen Repräsentantenhaus an. Zwischen 1801 und 1803 saß er im Staatssenat.
1802 wurde Mumford an der Seite von Arthur Fenner zum Vizegouverneur von Rhode Island gewählt. Dieses Amt bekleidete er zwischen 1803 und 1805. Dabei war er Stellvertreter des Gouverneurs und Vorsitzender des Staatssenats. Nach dem Tod von Fenner am 15. Oktober 1805 wurde er kommissarischer Gouverneur seines Staates. Dieses Amt bekleidete er aber nur für ein paar Tage, denn kurz darauf verstarb er selbst. Sein Nachfolger als kommissarischer Gouverneur wurde der President Pro Tempore des Staatssenats, Henry Smith.